# ناحية إسماعيلي
منطقة إسماعيلي (بالفارسية: بخش اسماعیلی) هي منطقة بلا مدن في مقاطعة عنبر أباد التابعة لمحافظة كرمان في إيران. في إحصاء عام 2006، كان عدد سكانها 37,062 نسمة في 7,719 أسرة. يتبع الناحية ثلاث أقسام ريفية: قسم اسماعيلي الريفي وقسم غنج أباد الريفي وقسم حسين أباد الريفي